# مارکو بکارو
مارکو بکارو (انگلیسی: Marco Beccaro؛ زادهٔ ۲۵ نوامبر ۱۹۸۹) بازیکن فوتبال اهل ایتالیا است.